# Ron Gross
Ronald „Ron(nie)“ Gross (* 1932; † 25. Dezember 2005) war ein englischer Snookerspieler und langjähriger Besitzer eines Snookerclubs in London. Gross gewann als Spieler dreimal die English Amateur Championship und war von 1971 bis 1977 Profispieler.

## Karriere
1949 wurde Gross britischer U19-Vize-Meister im English Billiards. Im selben Jahr nahm er erstmals an der English Amateur Championship im Snooker teil. Bis 1955 konnte Gross aber kaum nennenswerte Ergebnisse erzielen. Zwischenzeitlich erreichte er immerhin das Viertelfinale der U18-Meisterschaft. Erst 1957 gelang ihm auch bei der English Amateur Championship ein großer Erfolg, als er das Turnier gewann. Zwei weitere Titel folgten 1960 und 1962, 1961 schied er im Viertelfinale aus. 1963 wurde er noch einmal Vize-Meister, ehe er bei seiner letzten Teilnahme 1964 etwas früher ausschied.
Zur Saison 1971/72 wurde Gross Profispieler. In den folgenden Jahren nahm er primär an der Snookerweltmeisterschaft teil, konnte er aber dort genauso wenig wie bei den Norwich Union Open 1973 Erfolge erzielen und schied stets früh aus. 1976 zog er sich vom Profisnooker zurück, bevor er 1977 seinen Profistatus verlor, ohne sich je auf der Snookerweltrangliste platziert zu haben. 1985 nahm Gross erfolglos an einem Event der WPBSA Pro Ticket Series teil.
Daneben war Gross in der Snooker-Welt vor allem als Eigentümer des Ron Gross’ Snooker Club in Neasden bekannt. Durch seinen Club wurde er Mentor zahlreicher späterer Profispieler bzw. hatte Einfluss auf deren Karriere, darunter Jimmy White, Tony Meo und Neal Foulds. Den jungen Alfie Burden machte er wiederum mit White bekannt, der Burdens Mentor wurde. Auch Steve Davis spielte regelmäßig in Gross’ Club. Gross selbst betätigte sich darüber hinaus auch als Trainer, und leitete ein Team in einer lokalen Snooker- und English-Billiards-Liga. Patsy Fagan lernte er ebenfalls in seinem Club kennen. Fagan wurde zu einem engen Freund der Familie, und zu Gross’ Schwiegersohn. Als Gross Anfang der 2000er-Jahre schwer an Krebs erkrankte, pflegte Fagan ihn. Gross starb im Alter von 73 Jahren an den Folgen seiner Krebserkrankung im Dezember 2005.

## Erfolge
| Ausgang         | Jahr | Turnier                                          | Finalgegner     | Ergebnis |
| --------------- | ---- | ------------------------------------------------ | --------------- | -------- |
| Amateurturniere |      |                                                  |                 |          |
| Zweiter         | 1949 | Englische U19-Meisterschaft im English Billiards | George Toner    | 298:500  |
| Sieger          | 1957 | English Amateur Championship                     | Stan Haslam     | 11:6     |
| Sieger          | 1960 | English Amateur Championship                     | John Price      | 11:4     |
| Sieger          | 1962 | English Amateur Championship                     | Jonathan Barron | 11:9     |
| Sieger          | 1963 | English Amateur Championship – South             | John R. Price   | 6:0      |
| Zweiter         | 1963 | English Amateur Championship                     | Gary Owen       | 3:11     |